# WDI (企業)
株式会社 WDIは、東京都港区六本木に本社を置き、レストランチェーンやブライダル事業を営む会社。

## 沿革
- 1954年 設立
- 1972年 「ケンタッキーフライドチキン」六本木店の運営を開始
- 1976年 「プレイボーイクラブトーキョー」を開店
- 1979年 バーベキューリブレストラン「トニーローマ」のフランチャイズライセンス取得。「トニーローマ 」三番町店」を開店
- 1980年 「トニーローマ」ハワイ店を開店
- 1983年 「ハードロックカフェ」東京店を開店
- 1985年 株式会社伊太利亜飯店華婦里蝶座とフランチャイズ契約を結び「カプリチョーザ」の全国展開開始
- 1987年 「プレイボーイクラブトーキョー」を「センチュリーコート」に改名して開店
- 1991年 カプリチョーザ海外第1号店「カプリチョーザ Guam店」を開店
- 1995年 「巨牛荘六本木店」を開店
- 1997年 「プリミ・バチ 吉祥寺店」を開店
- 2001年 「ババ・ガンプ・シュリンプ 大阪」を開店
- 2002年 「ブリーズ・オブ・トウキョウ」を開店
- 2003年 「イル・ムリーノ ニューヨーク」を開店
- 2004年 「グランド・セントラル・オイスター・バー 品川店」を開店、「ババ・ガンプ・シュリンプ バリ店」を開店
- 2005年 「ストーンバーグ アリオ蘇我店」を開店
- 2006年 JASDAQへ上場、「タオルミーナ ワイキキ店」を開店、「カリフォルニア・ピザ・キッチン ラゾーナ川崎店」を開店
- 2007年 地域一番店プロジェクトスタート
- 2008年 第一回GMコンベンション開催、「アクアビット 東京店」を開店。社内研修制度 WDIカレッジ開講
- 2009年 「田舎家 ニューヨーク店」を開店。「ウルフギャング・ステーキ・ハウス ワイキキ店」を開店
- 2010年 大阪証券取引所JASDAQ（スタンダード）に上場。「ロメスパバルボア 日本橋室町店」を開店
- 2011年 マレーシアに「カプリチョーザ SunwayPyramid店」を開店。ベトナムに「カプリチョーザ HCM1店」開店
- 2012年 シンガポールに「カプリチョーザ Jcube店」開店。中国に「カプリチョーザ 成都店」開店。「エッグスンシングス 横浜山下公園店」を開店。インドネシアに「トニーローマ Bali店」開店。東名高速道路浜松サービスエリアへ出店。「サラベス ルミネ新宿店」を開店
- 2013年 「カプリカフェ 六本木ヒルズ店」を開店
- 2014年 「ウルフギャング・ステーキ・ハウス 六本木店」を開店
- 2015年 「うつけ 四谷四丁目店」を開店
- 2016年 「ティム・ホー・ワン ニューヨーク店」を開店。「TR ファイヤーグリル ワイキキ店」開店。台湾に「サラベス SOGO Dun Hua店」開店
- 2017年 「ジェン ホノルル店」を開店
- 2018年 「アプティート ワイキキ店」を開店。「ブヴェット 東京店」を開店。「ティム・ホー・ワン 日比谷店」を開店
- 2020年 フードデリバリーに特化した、店舗を持たない飲食店ゴーストレストラン「WE COOK」を開店
- 2021年 金田餐飲股份有限公司とサラベス事業の台湾における事業展開についてサブライセンス契約を締結。｢株式会社ちんや｣より老舗すき焼き店「ちんや」のブランドを承継

## 概要
- カプリチョーザ、ハードロックカフェ、トニーローマなどレストランチェーン運営、ブライダル企画、式場運営などを営む。
- 2023年4月時点で、日本国内に136店、海外はハワイ州、マレーシア、ベトナム、シンガポール、中国、インドネシア、アラブ首長国連邦、フランスなどで業務受託店舗を含み23店を展開する。
- 新東名高速道路浜松サービスエリアフードコートを運営する。
- ウェディング式場3店を運営する。

## 店舗展開
|                                                    | 国内店舗数 | 海外店舗数 | 全体店舗数 |
| -------------------------------------------------- | ---------- | ---------- | ---------- |
| カプリチョーザ                                     | 88         | 5          | 93店舗     |
| カプリカフェ                                       | 1          | -          | 1店舗      |
| ストーンバーグ                                     | 1          | -          | 1店舗      |
| トニーローマ                                       | 7          | 2          | 9店舗      |
| ハードロックカフェ                                 | 4          | -          | 4店舗      |
| ババ・ガンプ・シュリンプ                           | 3          | 1          | 4店舗      |
| カリフォルニア・ピザ・キッチン                     | 1          | -          | 1店舗      |
| エッグスンシングス                                 | 5          | -          | 5店舗      |
| プリミ・バチ                                       | 1          | –          | 1店舗      |
| センチュリーコート                                 | 1          | –          | 1店舗      |
| ブリーズ・オブ・トウキョウ                         | 1          | –          | 1店舗      |
| グランド・セントラル・オイスター・バー＆レストラン | 1          | 1          | 2店舗      |
| サラベス                                           | 4          | 2          | 6店舗      |
| Buvette                                            | 1          | –          | 1店舗      |
| 巨牛荘                                             | 2          | –          | 2店舗      |
| ロメスパバルボア                                   | 3          | –          | 3店舗      |
| うつけ                                             | 1          | –          | 1店舗      |
| サービスエリア                                     | 1          | –          | 1店舗      |
| 添好運（Tim Ho Wan）                               | 2          | 6          | 8店舗      |
| ちんや                                             | 1          | –          | 1店舗      |
| Wolfgang’s Steakhouse                              | 5          | 1          | 6店舗      |
| Wolfgang’s Steakhouse Teppan                       | 1          | –          | 1店舗      |
| FUJIN TREE                                         | 1          | –          | 1店舗      |
| Taormina                                           | –          | 1          | 1店舗      |
| TR Fire Grill                                      | –          | 1          | 1店舗      |
| GEN Korean BBQ House                               | –          | 2          | 2店舗      |
| Appetito                                           | –          | 2          | 2店舗      |

株式会社WDI 会社概要（2023年4月30日現在）

### 添好運

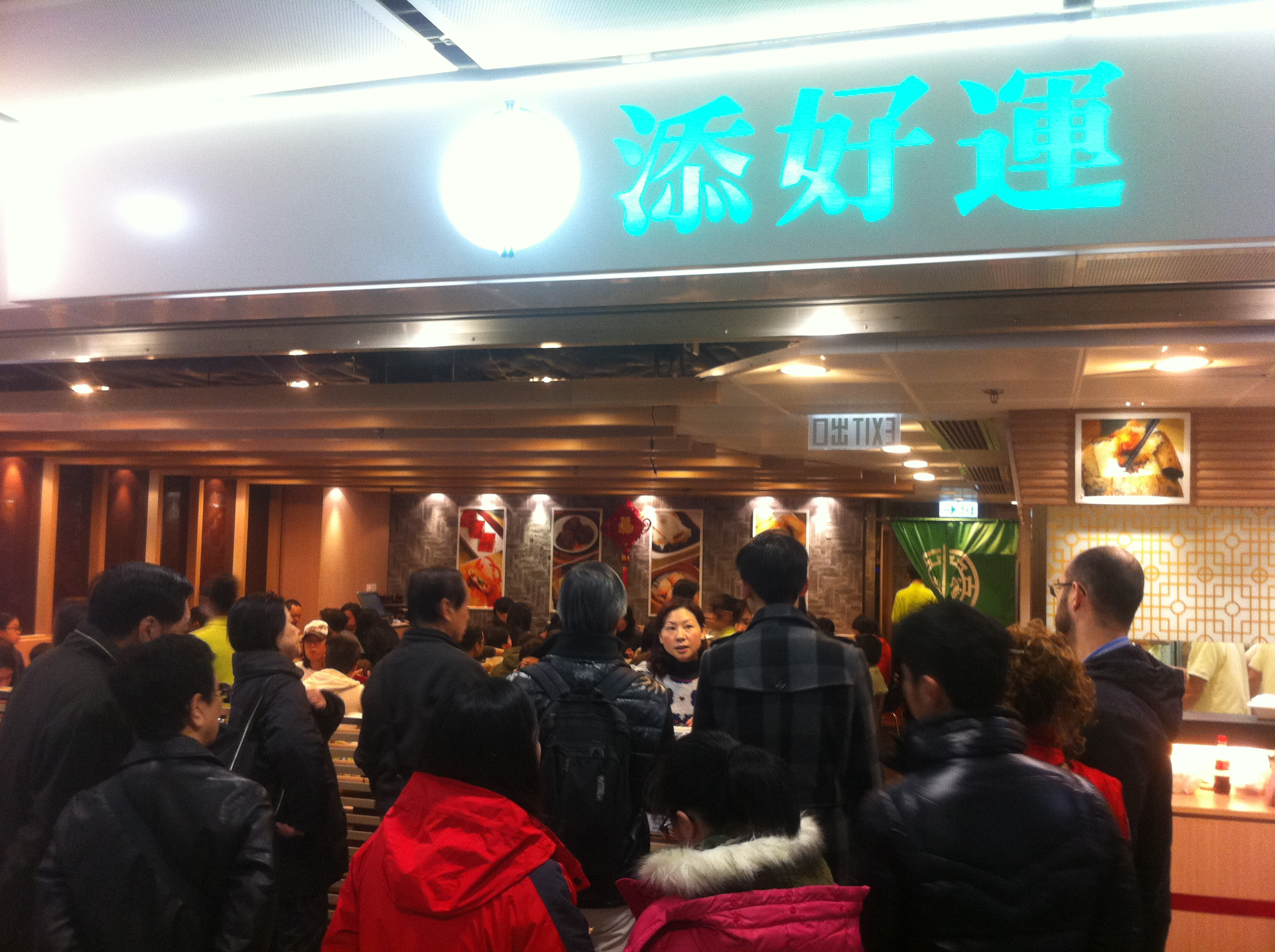
添好運點心專門店 香港 Central station (MTR)

2009年3月にティム・ホー・ワンを開業し、ミシュランに記載された。点心は「炊き蒸し」で、サクサクのチャーシューバンズやキャロットケーキ、もち米チキンなどが有名である。2018年4月8日にティム・ホー・ワン 日比谷店が正式オープンした。
- ティム・ホー・ワン 東京ドームシティ ラクーア店
- ティム・ホー・ワン 日比谷店
- ティム・ホー・ワン 新宿サザンテラス店

## 関連会社
- 株式会社WDI JAPAN
- 株式会社 Wolfgang's Steakhouse JAPAN
- WDI International, Inc.
  - ロサンジェルス  21171 S. Western Avenue Suite 250 Torrance, CA 90501
  - ハワイ  2155 Kalakaua Ave. Suite 715, Honolulu, HI 96815
  - グアム  626 Pale San Vitores Rd., Tumon, Guam 96913
  - ニューヨーク  Mundy New York, Inc.  41 East 11th Street, 11th Floor, Space# 50, New York, NY 10003
  - バリ  Kuta Centre Blok F No.1&2, Jl. Kartika Plaza 8X, Kuta 80361 Bali, Indonesia
- Mundy New York, Inc.
- INAKAYA NEW YORK, LLC
- W STEAK WAIKIKI, LLC
- FG Restaurant, LLC
- GKBH Restaurant, LLC
- WDI New York, LLC
- P.T. WDI Indonesia
- 味都特亞洲餐飲管理有限公司
- 新味股份有限公司

他